# Ittiosi X-linked
Per ittiosi X-linked in campo medico, si intende una forma di genodermatosi.

## Epidemiologia
Per numero di casi registrati costituisce la seconda forma di ittiosi più diffusa (dopo la ittiosi volgare), nel mondo l'incidenza media è di 1 caso ogni 6 000 persone circa, in Italia 1 ogni 10 000

## Eziologia
La causa è da ritrovarsi in un deficit enzimatico, si riscontra infatti una diminuzione della steroido-sulfatasi (STS) il cui gene responsabile viene mappato nel cromosoma Xp22.32.

## Sintomatologia
Il segno clinico principale è la comparsa di squame di discrete dimensioni, da grigiastre a brune in base alla tipologia della cute, semiaderenti, si formano sulle superfici estensorie degli arti, addome, dorso, con possibile coinvolgimento delle pieghe (caratteristica che la differenzia dall'ittiosi volgare) e risparmio delle superfici palmo-plantari. Le squame compaiono spesso sin dalla prima settimana di vita e sono quasi sempre evidenti entro i primi 6 mesi. Tendono a diffondersi durante l'infanzia, a stabilizzarsi durante l'adolescenza e a migliorare nei mesi estivi.
Talvolta la desquamazione è associata a criptorchidismo e ipogenitalismo. Come in tutte le ittiosi la desquamazione produce ipoidrosi con pericolo di ipertermia a causa di mancanza di respirazione della pelle.

## Diagnosi differenziale
Si differenzia dall'altra forma più comune (la volgare) in quanto le mani colpite nell'altra forma qui invece non mostrano deformazioni particolari.

## Terapia
Il trattamento consiste nella somministrazione di agenti topici (cheratolici e preparati che contengono acido lattico o urea) come il tazarotene. Si utilizzano i retinoidi per i casi più gravi.